# كأس العراق 1989–90
فاز بهذه النسخة من بطولة لكأس العراق نادي الزوراء بعد فوزه في المباراة النهائية على نادي الشباب بركلات الترجيح.
نضمت هذه البطولة بطريقة الذهاب والإياب. واشتركت فرق الدرجة الأولى الممتازة ابتداءً من المرحلتين الرابعة والخامسة.
- ملاحظة: الفرق الفائزة مبينة بخط عريض

## الجولة الأولى
- نادي دهوك × قرة قوش
- نادي الثورة × نادي التأميم
- نادي المصيليخ × نادي سيروان
- نادي برايتي × نادي الكرامة
- نادي ديالى × نادي الخالص
- نادي صلاح الدين × نادي الدور
- نادي السلام × نادي 1 حزيران
- نادي النصر (الرمادي) × نادي الفلوجة
- نادي التجارة × النادي الأرمني
- نادي الجماهير (كربلاء) × نادي الطف
- نادي الحلة × ......
- نادي بابل × نادي المسيب
- نادي التضامن × نادي الكوفة
- نادي الفلسطينيين × نادي الصقر العربي
- نادي الأمانة × شباب صدام
- نادي القادسية × نادي القاسم
- نادي نفط الجنوب × نادي الشطرة
- نادي الديوانية × نادي الرافدين
- نادي العمارة × نادي الحرية
- نادي النعمانية × نادي الكوت
- نادي الزبير × نادي الجنوب
- نادي الميناء × نادي الاتحاد
- نادي الحي × نادي السماوة

## الجولة الثانية
- نادي الفتوة × نادي دهوك
- نادي الثورة × نادي المصيليخ
- نادي برايتي × نادي السليمانية
- نادي صلاح الدين × نادي ديالى
- نادي السلام × النادي الآثوري
- نادي التجارة × نادي النصر (الرمادي)
- نادي الجماهير (كربلاء) × نادي الكاظمية
- نادي العمال × نادي الحلة
- نادي بابل × نادي اليقظة
- نادي التضامن × نادي الفلسطينيين
- نادي الأمانة × نادي المدحتية
- نادي نفط الجنوب × نادي القادسية
- نادي الناصرية × نادي الرافدين (الديوانية)
- نادي العمارة × نادي النعمانية
- نادي الزبير × نادي الفرات
- نادي الميناء × نادي السماوة

## الجولة الثالثة
- نادي الفتوة × -----
- نادي صلاح الدين × نادي برايتي
- نادي التجارة × نادي السلام
- نادي الجماهير × نادي العمال
- نادي بابل × نادي التضامن
- نادي نفط الجنوب × نادي الأمانة
- نادي الناصرية × نادي العمارة
- نادي الميناء × نادي الزبير

## الجولة الرابعة
- نادي التجارة × نادي بابل
- نادي الشباب × نادي نفط الجنوب
- نادي الصناعة × نادي سامراء
- نادي الميناء × نادي الجيش
- نادي الشرطة × نادي البحري
- نادي النفط × نادي صلاح الدين

الفرق الأخرى التي ترشحت للجولة التالية: أندية الفتوة والجماهير والناصرية والرشيد والطلبة والصليخ والنجف وأربيل والطيران

## الجولة الخامسة (ثمن النهائي)
- نادي التجارة × نادي الرشيد (2-2) و (1-0)
- نادي الشباب × نادي الجماهير
- نادي الصناعة × نادي الفتوة
- نادي الصليخ × نادي الطلبة (0-1) و (3-1)
- نادي الشرطة × نادي الميناء
- نادي الزوراء × نادي النفط (1-0) و(1-1)
- نادي النجف × نادي الناصرية
- نادي الطيران × نادي أربيل (5-0) و (2-0)

## ربع النهائي
- نادي الشباب × نادي التجارة (1-0) و (3-0)
- نادي الصناعة × نادي الصليخ (0-0) و (1-1) ض.ج. (5-4)
- نادي الزوراء × نادي الشرطة (2-0) و (3-2)
- نادي الطيران × نادي النجف (1-1) و (4-1)

## نصف النهائي
- نادي الشباب × نادي الصناعة (2-0) و (0-1)
- نادي الزوراء × نادي الطيران (1-0) و (0-1) ض.ج. (5-4)

## النهائي
نادي الزوراء × نادي الشباب (0-0) ض.ج. (2-1)